# Micromyrtus serrulata
Micromyrtus serrulata är en myrtenväxtart som beskrevs av John William Green. Micromyrtus serrulata ingår i släktet Micromyrtus och familjen myrtenväxter. Inga underarter finns listade i Catalogue of Life.